# شهرک علی‌آباد زردچاه
جعبه اطلاعات روستای ایران
نام‌رسمی=روستای علی‌آباد زردچاه
روی‌نقشه=آری
عرض‌جغرافیایی =
طول‌جغرافیایی =
تصویر=
اندازه‌تصویر=
برچسب‌تصویر=
استان=سیستان و بلوچستان
شهرستان=زاهدان
بخش=مرکزی
دهستان=چشمه زیارت
نام‌محلی=روستای علی آباد زردچاه
نام‌های‌دیگر=
نام‌های‌قدیمی=
سال‌بنیاد=۱۳۸۵
جمعیت بر اساس سرشماری سال ۹۵=۹۶۸نفر
رشدجمعیت=دارد
تراکم‌جمعیت=
مساحت=۴۷۷۰۰۰متر مربع
ارتفاع=
میانگین‌دما=۲۵ درجه
میانگین‌بارش‌سالانه=
شمار روزهای‌یخبندان=۶۰
ره‌آورد=
کد آماری    =۷۱۱۸۹۷
پیش‌شماره=
وبگاه=
جمله‌خوشامد=به روستای علی آباد زردچاه خوش آمدید
پانویس=
آدرس:ایران،استان سیستان و بلوچستان،شهرستان زاهدان،بخش مرکزی،دهستان چشمه زیارت،روستای علی‌آباد زردچاه.

## جمعیت
بر پایه سرشماری عمومی نفوس و مسکن در سال ۱۳۹۵ جمعیت این روستا ۹۶۸نفر (۳۱۵خانوار) بوده‌است.